# 深蓝汽车
深蓝汽车（Deepal）是中国汽车制造商长安汽车旗下的电动汽车品牌。该品牌由深蓝汽车科技有限公司持有，其前身为2018年成立的重庆长安新能源汽车科技有限公司，2023年改为现名并实现独立运营。

## 历史
2018年，作为长安汽车新能源发展计划“香格里拉计划”的一部分，长安汽车将旗下的新能源汽车业务独立运营，成立重庆长安新能源汽车科技有限公司，业务涵盖新能源汽车的研发、生产、加工、销售、咨询、租赁及充电业务。长安新能源曾在2018年10月于上海联合产权交易所公开挂牌增资，之后于2019年6月因“与投资者产生分歧”而暂停增资事项。同年11月，长安新能源完成首轮融资，引入4家战略投资者，增资28.4亿元，成为汽车领域首家实现混合所有制改革的央企下属企业。长安新能源成立的四年时间内均出现了净利润亏损，截至2021年净资产为-6.37亿元。2022年1月24日，长安新能源完成B轮融资，融资49.77亿元，其中长安汽车增资13.6亿元。增资后，长安汽车持股比例由48.95%减持至40.66%，且仍为大股东。长安汽车表示，长安新能源计划于2025年实现上市。
2022年4月13日，长安汽车正式发布新能源汽车品牌“深蓝”，同时公布首款车型深蓝SL03（研发代号C385），提供纯电、增程和氢电三个版本，于7月25日上市。深蓝SL03于同年12月交付量达10000辆，成为中国大陆最快实现交付破万的电动汽车品牌。
2022年12月，长安汽车宣布购回长安新能源10.34%股权，持股比例增加至51%，并收回控股权。
2023年3月，长安深蓝更名为深蓝汽车，实现独立运营。6月25日，深蓝首款SUV深蓝S7上市。
2023年11月，长安汽车宣布将包括深蓝在内的三大新能源品牌引入东南亚市场，并先期在泰国推出L07和S07两款车型，以整车进口的形式销售。长安汽车表示已在泰国建设生产基地，该基地将于2025年第一季度投产。
2024年3月18日，深蓝汽车推出第三款车型以及首款中大型增程SUV深蓝G318，该车采用2023年11月首次发布的超级增程技术。
2025年3月21日，长安汽车在德国召开品牌欧洲发布会，宣布深蓝汽车进入欧洲市场。

## 车型
深蓝汽车的车型采用长安EPA1新能源平台。

### 现存车型
- 深蓝L07（英语：Deepal L07）（2022年至今）：紧凑型纯电轿车，另设有增程及氢电版本[14]
- 深蓝S07（英语：Deepal S07）（2023年至今）：紧凑型纯电SUV，另设有增程及氢电版本[14]
- 深蓝S05（英语：Deepal S05）（2024年至今）：次紧凑型纯电SUV，另设有增程版本
- 深蓝S09（英语：Deepal S09）（2025年至今）：全尺寸增程SUV
- 深蓝G318（英语：Deepal G318）（2024年至今）：中大型增程越野车

另外，深蓝汽车还面向国际市场推出以下车型：
- 深蓝E07（2024年至今，长安启源E07的换标版本）：中型SUV
- 深蓝猎手K50（2024年至今，长安猎手的换标版本）：皮卡

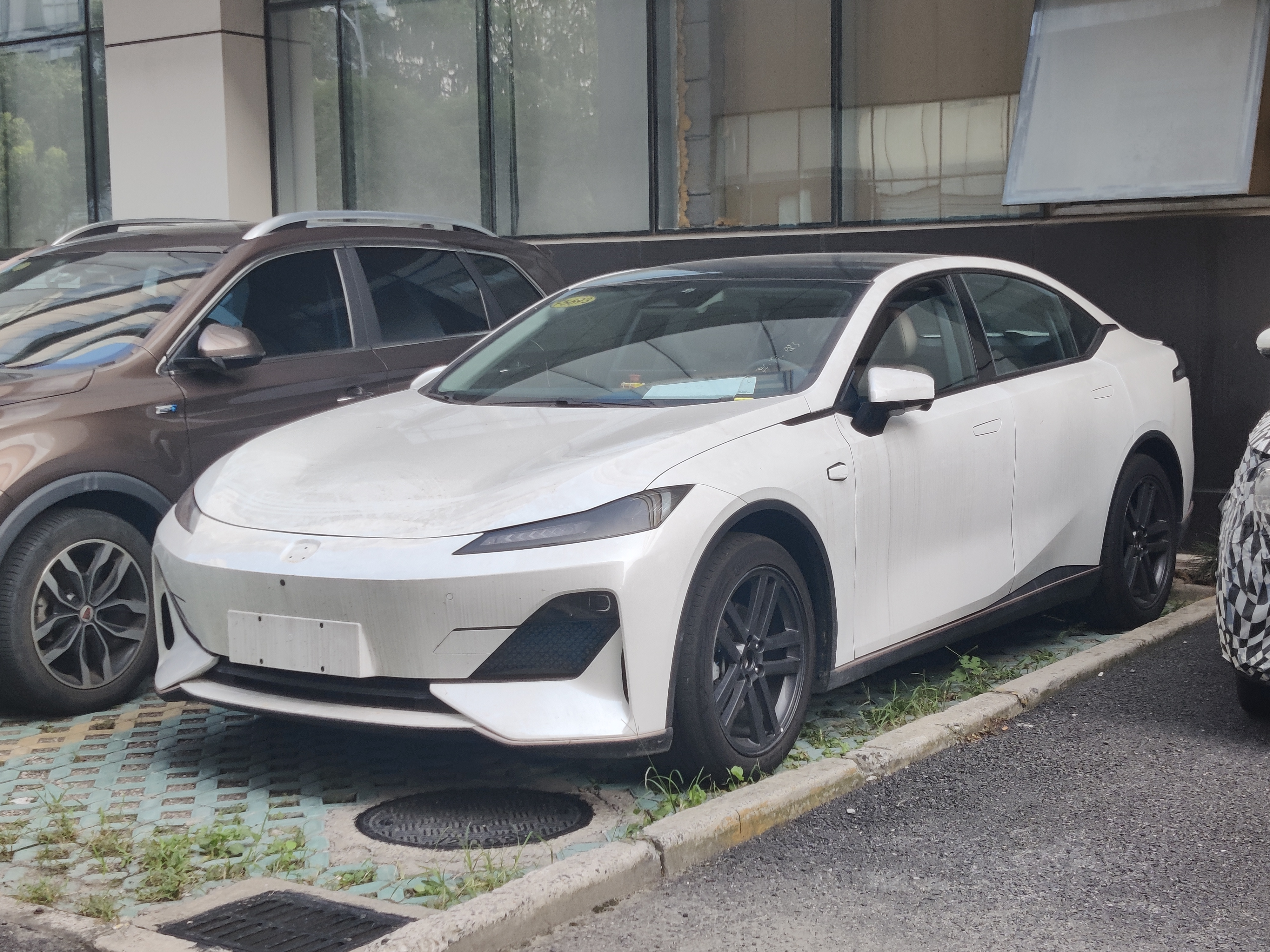
深蓝L07
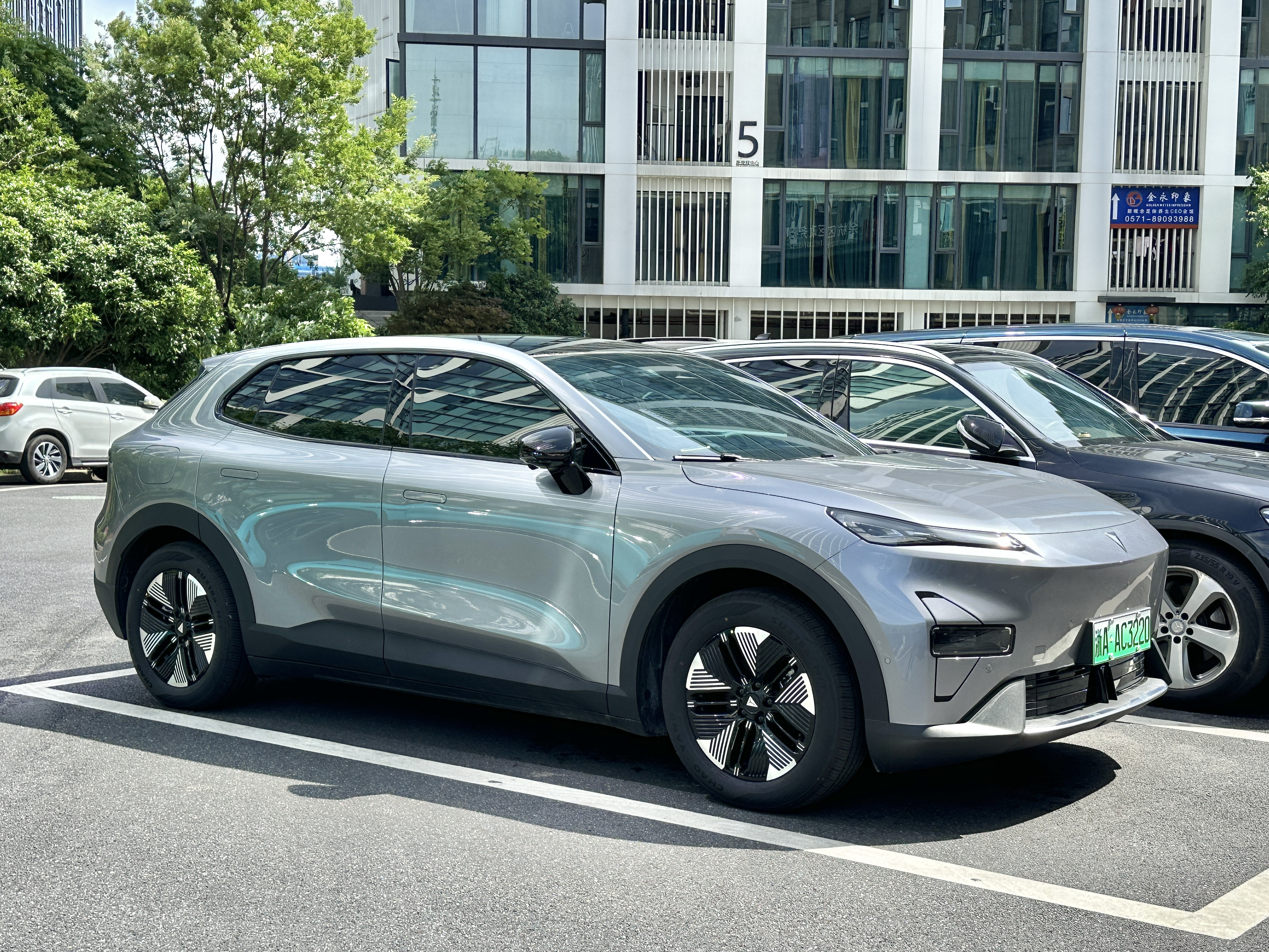
深蓝S05
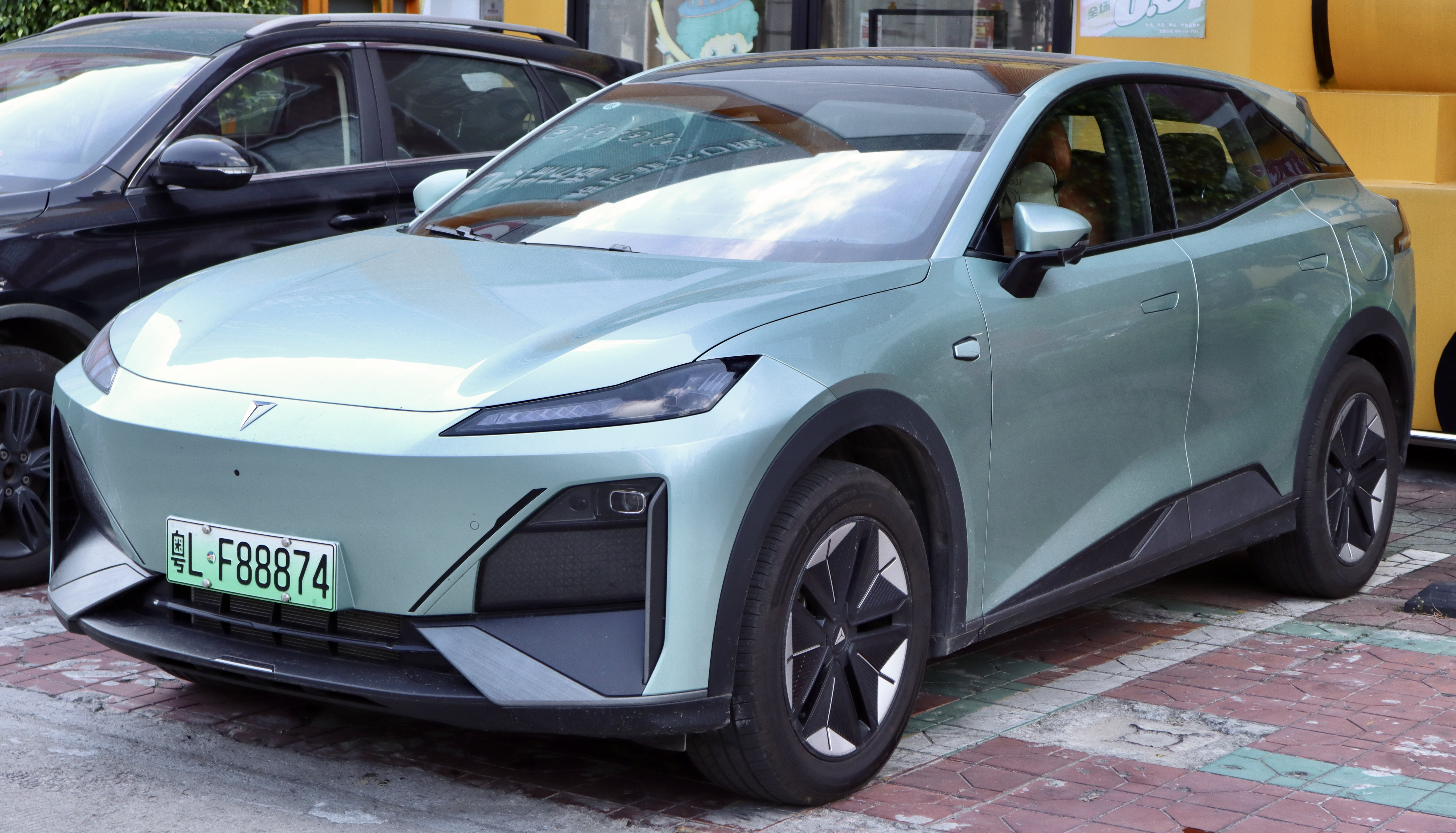
深蓝S07
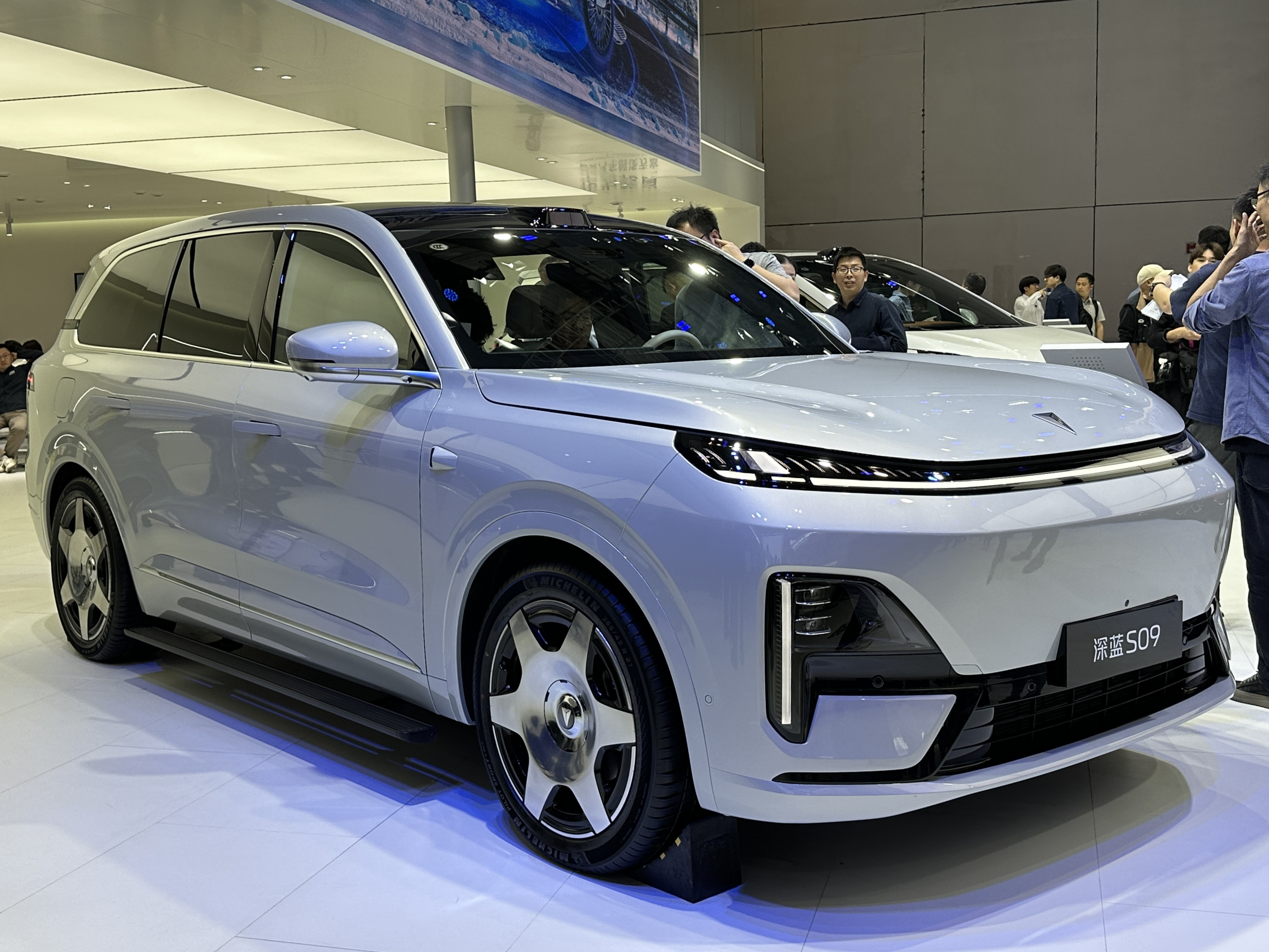
深蓝S09
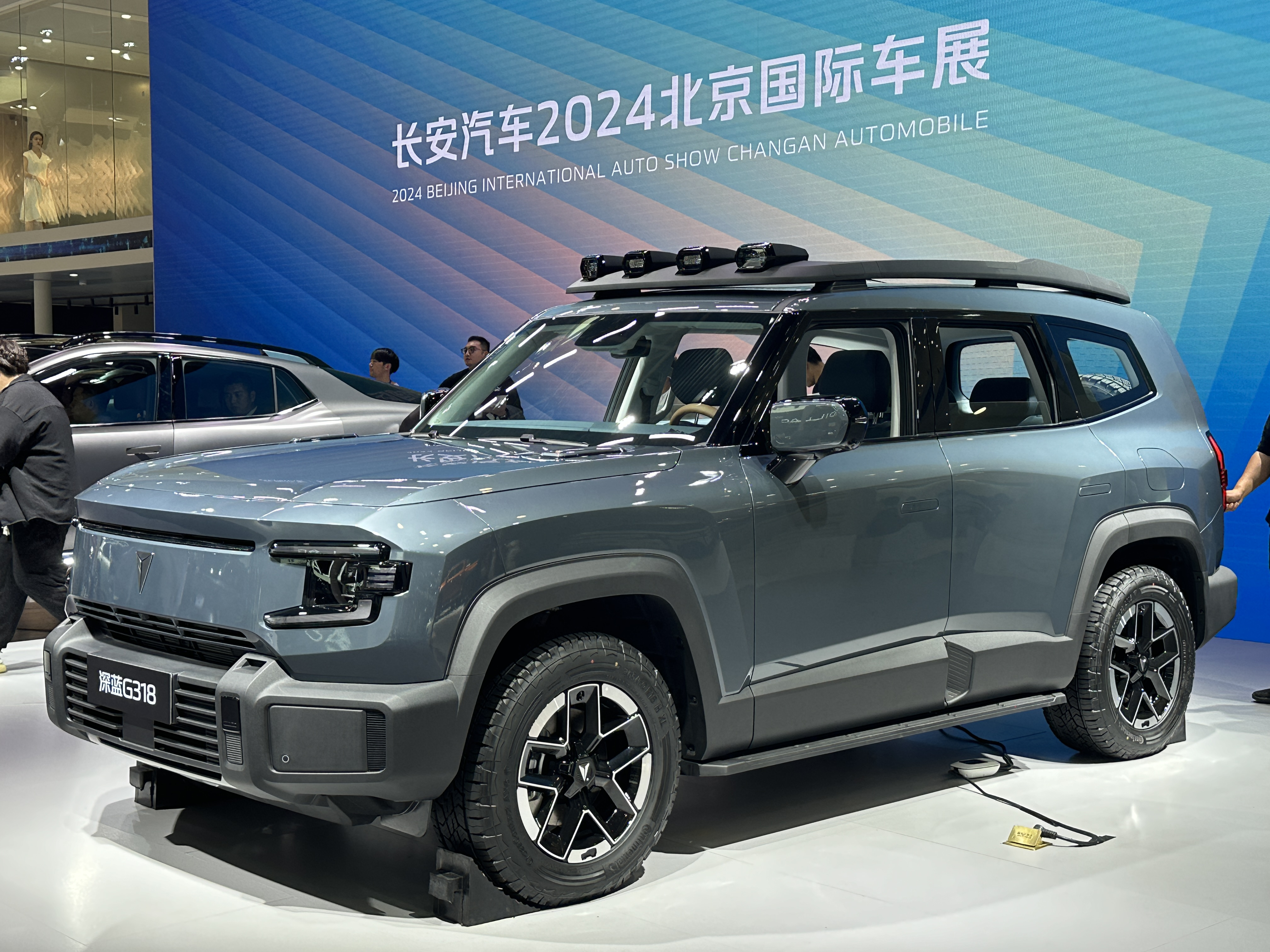
深蓝G318
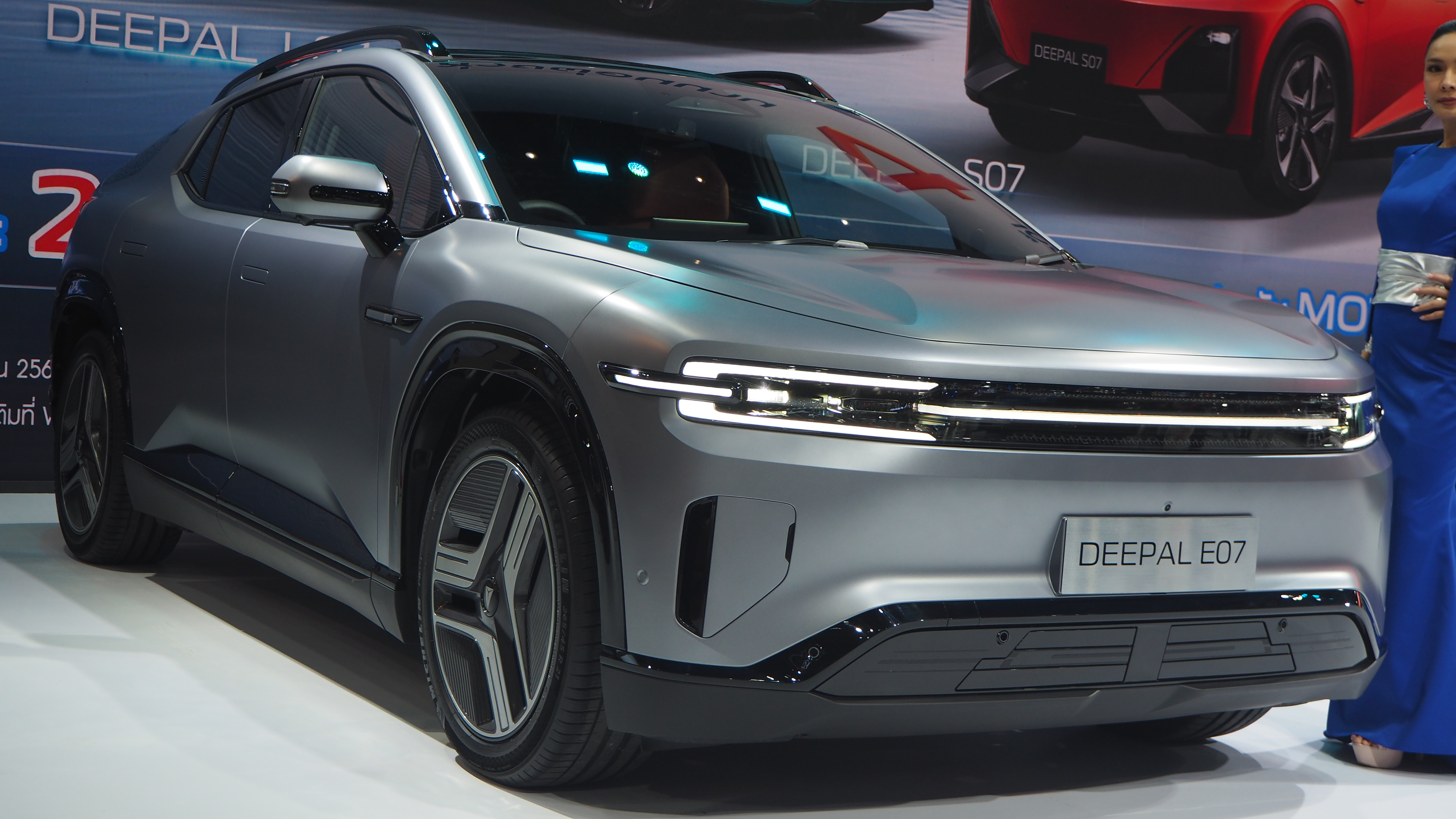
深蓝E07
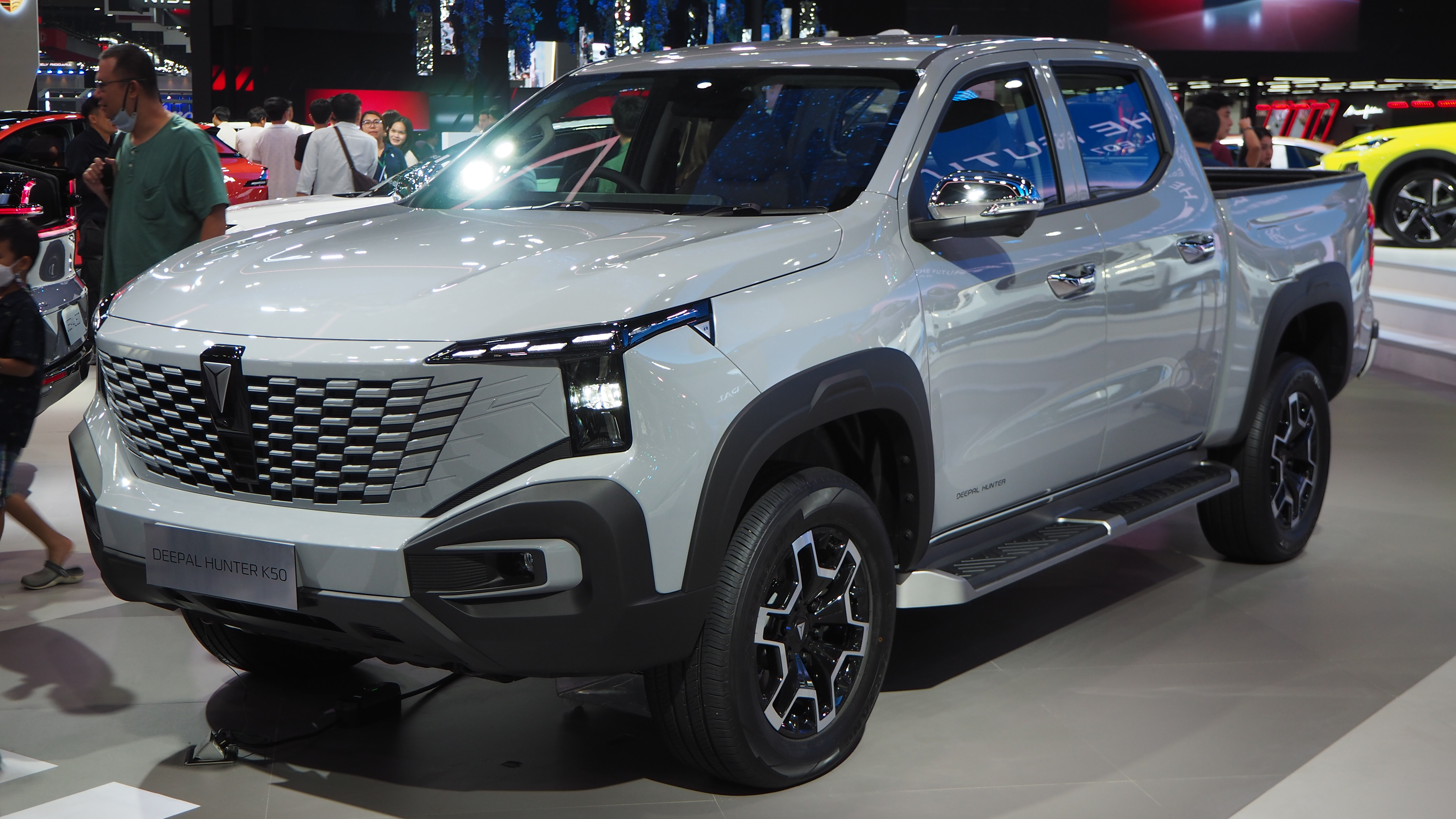
深蓝猎手K50

## 历年销量
| 年份 | 总销量  |
| ---- | ------- |
| 2021 | 25409   |
| 2022 | 33,354  |
| 2023 | 136,912 |
| 2024 | 243,894 |